# تيم كيلي (كاتب مسرحي)
تيم كيلي (بالإنجليزية: Tim Kelly)‏ هو كاتب مسرحي أمريكي، ولد في 2 أكتوبر 1937، وتوفي في 7 ديسمبر 1998.